# Лас Маријас (Ањаско, Порторико)
Лас Маријас (шп. Las Marías, Añasco) село је у општини Ањаско у америчкој острвској територији Порторико, острвској држави Кариба.

## Демографија
По попису из 2010. године број становника је 2.049, што је 226 (12,4%) становника више него 2000. године.
| Група             | 2000.         | 2010.         |
| Белци             | 4 (0,2%)      | 8 (0,4%)      |
| Афроамериканци    | 98 (5,4%)     | 161 (7,9%)    |
| Азијати           | 0 (0,0%)      | 1 (0,0%)      |
| Хиспаноамериканци | 1.818 (99,7%) | 2.040 (99,6%) |
| Укупно            | 1.823         | 2.049         |